# Сухі тропічні ліси Япу
Сухі тропічні ліси Япу (ідентифікатор WWF: OC0204) — океанійський екорегіон тропічних та субтропічних сухих широколистяних лісів, розташований на островах Мікронезії в Тихому океані.

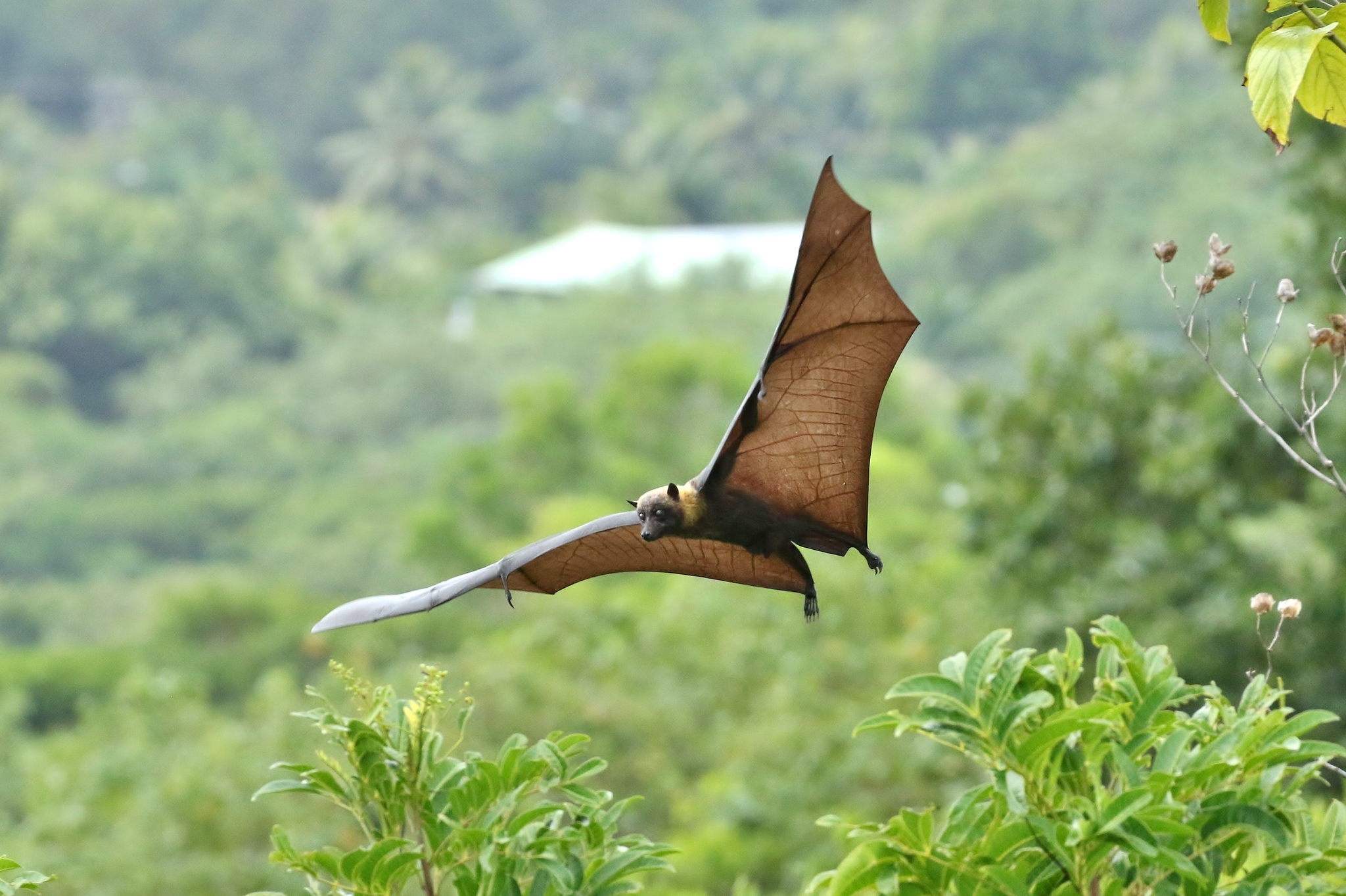
Япський крилан (Pteropus yapensis)

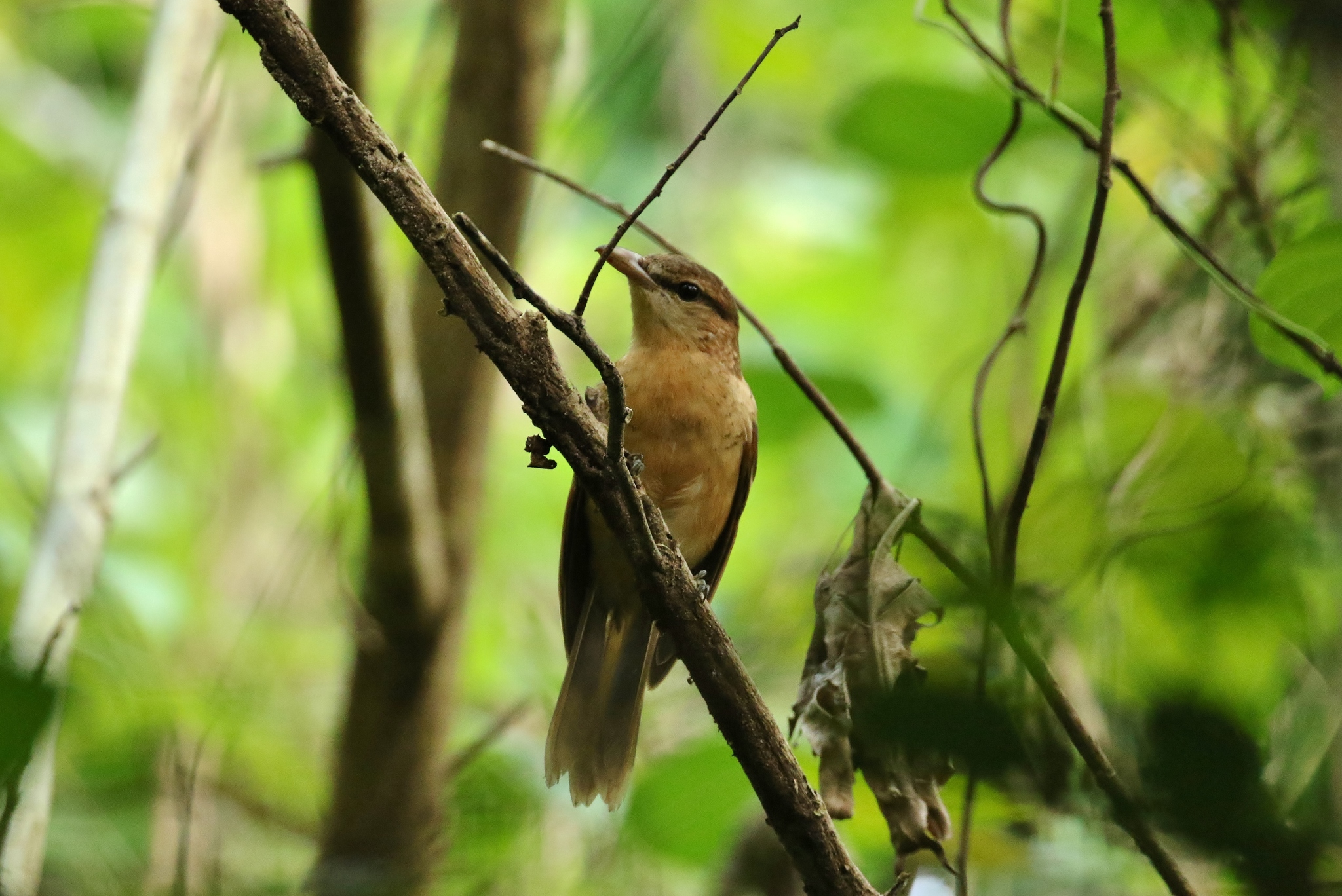
Япський шикачик (Edolisoma nesiotis)

## Географія
Екорегіон сухих тропічних лісів Япу охоплює групу островів Яп у західній частині Каролінського архіпелагу. До цієї групи входять чотири острови: власне Яп, Гагіл-Томіл, Маап та Румунг, розділені вузькими протоками. Також до екорегіону входять деякі сусідні атоли, зокрема Уліті на північному сході та Нгулу на південному заході. Острови регіону розташовані приблизно за 450 км на північний схід від Палау та за 815 км на південний захід від Гуаму. Адміністративно вони входять до штату Яп у Федеративних Штатах Мікронезії.
Острови Яп мають пологий рельєф, а їх найвищою вершиною є гора Таабіувол заввишки 178 м. Геологічно вони складаються з давніх вивітрених вулканічних порід та вивітрених метаморфічних сланців. Острови оточені лагуною та широким бар'єрним рифом.

## Клімат
На островах Яп домінує вологий екваторіальний клімат (Af за класифікацією кліматів Кеппена). Середня температура тут становить 27 °C і залишається стабільною протягом всього року. Середньорічна кількість опадів коливається від 2250 до 3400 мм, більшість з яких випадає під час сезону дощів з травня по листопад. З січня по березень триває чітко виражений сухий сезон. В регіоні регулярно трапляються сильні тайфуни.

## Флора
Після тисячоліть людського впливу та ведення натурального сільського господарства на островах регіону пралісів не залишилося. Вважається, що первинний рослинний покрив островів Яп був представлений листяними лісами, болотами, мангровими заростями та саванами.
Широколистяні ліси регіону невисокі та не мають виражених ярусів. Їх лісовий намет формують різноманітні дерева, зокрема бухананії Еглера (Buchanania engleriana), короткочерешкові кампносперми (Campnosperma brevipetiolatum), волохатонасінники Ікути (Trichospermum ikutai), гарцинії Румійо (Garcinia rumiyo), чотириокі гарцинії (Garcinia quadrilocularis), індійські мигдалі (Terminalia catappa), яйцеподібні планшонелли (Planchonella obovata), їстівні пангіуми (Pangium edule), кохінхінські аїдії (Aidia cochinchinensis), східноазійські еврії (Eurya japonica) та різні види каркасів (Celtis spp.). Серед чагарників, поширених в лісах Япу, слід відзначити різні види психотрій (Psychotria spp.), кратев (Crateva spp.), стреблусів (Streblus spp.), сирних дерев (Glochidion spp.), лей (Leea spp.), гібісків (Hibiscus spp.), полісціасів (Polyscias spp.) та іксор (Ixora spp.). У захищених районах широколистяні ліси густі й формують закритий лісовий намет, але ті ліси, що ростуть серед відкритих скель, мають набагато більш відкриту структуру. Більшість лісів Япу є вторинними лісами, що містять суміш місцевих та культивованих видів.
У захищених прибережних районах Япу поширені мангрові ліси, подібні до тих, що зустрічаються на Палау. Ці ліси доволі різноманітні і включають до 15 видів мангрових дерев. Серед інших рослинних угруповань Япу слід відзначити савани, у яких переважають майже ендемічні чагарники миртелли Беннінгсена (Myrtella bennigseniana).
Загалом флора Япу є дуже подібною до флори Палау, однак є менш різноманітною. Однак попри невеликі розміри островів Яп, тут зустрічається кілька ендемічних видів рослин, зокрема Drypetes yapensis, Drypetes carolinensis, Trichospermum ikutai, Hedyotis fruticosa, Timonius albus, Casearia cauliflora та Serianthes kanehirae var. yapensis. Багато ендемічних видів зустрічається в лісах, що ростуть серед еродованих карстових вапнякових скель.

## Фауна
Майже ендемічними представниками орнітофауни екорегіону є маріанські голуби (Pampusana xanthonura), мікронезійські пінони (Ducula oceanica), каролінські салангани (Aerodramus inquietus), мікронезійські медовички (Myzomela rubratra), мікронезійські віялохвістки (Rhipidura versicolor) та мікронезійські шпаки-малюки (Aplonis opaca). Ендеміками Япу є япські шикачики (Edolisoma nesiotis), чорноголові монархи (Monarcha godeffroyi), помаранчевоногі окулярники (Zosterops oleagineus) та япійські окулярники (Zosterops hypolais).
Єдиними місцевими ссавцями, поширеними на островах регіону, є рукокрилі — ендемічний япський крилан (Pteropus yapensis), поширений на островах Яп, та ендемічний підвид палауського крилана (Pteropus pelewensis ulthiensis), поширений на атолі Уліті. Ці види вважаються рідкісними, оскільки їм загрожує полювання та тайфуни.
Герпетофауна Япу включає кілька видів сцинків та геконів, поширених в Океанії. Майже ендемічними представниками екорегіону є мікронезійські пильчастохвості гекони (Perochirus ateles). 

## Збереження
Первинні ліси були знищені на Япі внаслідок ведення землеробства, спалювань та будівництва поселень. Наразі 40 % площі Япу займають вторинні та деградовані ліси, а близько 26 % площі використовується в агролісівництві. Тут вирощують кокосові пальми (Cocos nucifera), хлібні дерева (Artocarpus altilis), бетелеві пальми (Areca catechu), папаю (Carica papaya), банани (Musa), маніок (Manihot esculenta), таро (Colocasia esculenta), а також різноманітні лікарські та декоративні види. Решту території Япу займають антропогенні савани.
Ендемічним птахам Япу загрожують інтродуковані малі пацюки (Rattus exulans), східні пацюки (Rattus tanezumi) та здичавілі коти, а також екзотичні пташині хвороби, які поширюють інтродуковані польові горобці (Passer montanus). Великим тваринам, зокрема мікронезійським пінонам та япським криланам, загрожує полювання.
Природоохоронні території на Япі відсутні. Земля тут перебуває у приватній або громадській власності, а використання природних ресурсів регулюється звичаєвим правом.